# Satan er løs
Satan er løs er en britisk film fra 1973 instrueret af Alan Gibson.

## Medvirkende
- Christopher Lee som Grev Dracula
- Peter Cushing som Van Helsing
- Michael Coles som Murray
- William Franklyn som Torrence
- Freddie Jones som Professor Keeley
- Joanna Lumley som Jessica
- Richard Vernon som Mathews
- Barbara Yu Ling som Chin Yang
- Patrick Barr som Lord Carradine
- Richard Mathews som Porter